# اضطراب الوسواس القهري المهيمن عليه الوساوس بشكل أساسي
اضطراب الوسواس القهري المهيمن عليه الوساوس بشكل أساسي، المعروف أيضًا باسم اضطراب الوسواس القهري النقي (بيور أو)، هو شكل أو تجلٍ أقل شهرة من اضطراب الوسواس القهري. وهو ليس تشخيصًا واردًا في الدليل التشخيصي والإحصائي للاضطرابات النفسية الإصدار الخامس.
بالنسبة للأشخاص المصابين باضطراب الوسواس القهري المهيمن عليه الوساوس، هناك عدد أقل من السلوكيات القهرية الظاهرة مقارنةً بتلك التي تُرى عادةً في الشكل النمطي من اضطراب الوسواس القهري (كالتحقق، العد، غسل اليدين، وغيرها).
ورغم حدوث السلوكيات الطقسية والسلوكيات المحايدة، إلا أنها تكون غالبًا ذات طبيعة معرفية، تشمل التجنب الذهني والتفكير المفرط المتمركز حول الوسواس.
يتخذ اضطراب الوسواس القهري المهيمن عليه الوساوس شكل أفكار متسلطة غالبًا ما تكون مزعجة أو ذات طبيعة جنسية أو عنيفة (مثل الخوف من الانفجار بالأفعال).
وفقًا للدليل التشخيصي والإحصائي للاضطرابات النفسية الإصدار الخامس، "تختلف اضطرابات الوسواس القهري والاضطرابات المرتبطة بها عن الانشغالات والطقوس النمائية الطبيعية بكونها مفرطة أو مستمرة بعد الفترات المناسبة للنمو. ويتطلب التمييز بين وجود أعراض دون السريرية والاضطراب السريري تقييم عدة عوامل، منها مستوى الضيق والتأثير على الأداء الوظيفي للفرد."
التاريخ
في الستينيات والسبعينيات، لاحظ عدد من علماء النفس والأطباء النفسيين أن بعض مرضى اضطراب الوسواس القهري لم يكن لديهم سلوكيات قهرية ظاهرة.
في عام 1971، كتب عالم النفس ستانلي راكمان أن الوساوس بدون سلوكيات قهرية جسدية شكلت تحديًا لعلاج اضطراب الوسواس القهري السلوكي، وأشار إلى أن هذه الوساوس غالبًا ما ترتبط بـ"التفكير الوسواسي".
بالمثل، جادل السير أوبري لويس في عام 1966 بأن التفكير الوسواسي يشكل نوعًا فرعيًا من أعراض الوسواس، يتضمن التساؤل الذهني والبحث.
كانت العلاجات المبكرة للوساوس النقية تعتمد على تقنية وقف التفكير، حيث يُطلب من المرضى التفكير في وسواسهم، ثم يأمرهم المعالج بالتوقف بأمر صوتي، وفي بعض الحالات كان يُرافق هذا الأمر محفز معاكس.
دافع عالم النفس جوزيف وولب بشدة عن تقنية وقف التفكير، لكن فعاليتها كانت محدودة على أفضل تقدير. وأظهرت مراجعة تحليلية شاملة عام 1989 أن أقل من نصف المرضى شهدوا تقليلًا في الوساوس، بينما أفاد حوالي 12% فقط بتحسن في مستوى الضيق لديهم.

## العرض
يُطلق على اضطراب الوسواس القهري المهيمن عليه الوساوس أحيانًا "أحد أكثر أشكال اضطراب الوسواس القهري إزعاجًا وتحديًا." حيث يعاني الأشخاص من هذا النوع من الوسواس من "أفكار مزعجة وغير مرغوبة تتسلل إلى ذهنهم بشكل متكرر"، وعادةً ما تتركز هذه الأفكار على خوف من القيام بشيء غير نمطي تمامًا لهم، شيء قد يكون قاتلًا لأنفسهم أو للآخرين. وغالبًا ما تكون هذه الأفكار ذات طبيعة عدوانية أو جنسية.
تختلف طبيعة ونوع اضطراب الوسواس القهري المهيمن عليه الوساوس بشكل كبير، لكن الموضوع المركزي لدى جميع المصابين هو ظهور فكرة أو سؤال مزعج ومتسلط، صورة ذهنية غير مرغوبة أو غير مناسبة، أو دافع مخيف يسبب قلقًا شديدًا للفرد لأنه يتعارض مع معتقداته الدينية أو أخلاقه أو الأعراف الاجتماعية التي يعتنقها.
تميل المخاوف المرتبطة بهذا النوع من الوسواس إلى أن تكون شخصية ومرعبة بشكل أكبر للفرد المصاب مقارنةً بمخاوف شخص يعاني من اضطراب الوسواس القهري التقليدي. تتركز مخاوف الوسواس النقي عادةً على سيناريوهات مدمرة للذات يعتقدون أنها قد تدمر حياتهم أو حياة من حولهم. مثلاً، قد يكون شخص يعاني من اضطراب الوسواس القهري التقليدي قلقًا بشكل مفرط حول الأمان أو النظافة، بينما قد يخاف شخص يعاني من الوسواس النقي من أنه قد تغير جذريًا في ميوله الجنسية (مثل أن يصبح أو أصبح معتديًا على الأطفال)، أو أنه قاتل، أو أنه قد يسبب أذى لأي شخص عزيز أو بريء أو لنفسه، أو أنه سيفقد عقله.
يدرك هؤلاء الأشخاص أن هذه المخاوف غير محتملة أو حتى مستحيلة، لكن القلق الناتج يجعل الوسواس يبدو حقيقيًا وذا معنى. بينما قد يستجيب الأشخاص الذين لا يعانون من اضطراب الوسواس القهري المهيمن عليه الوساوس لأفكار أو دوافع غريبة متسلطة على أنها غير مهمة وجزء من التنوع الطبيعي للعقل البشري، فإن الشخص المصاب بالوسواس النقي يرد بإنذار عميق يتبعه محاولة مكثفة لتحييد الفكرة أو تجنب التفكير بها مرة أخرى. يبدأ الشخص في التساؤل باستمرار: "هل أنا حقًا قادر على شيء مثل هذا؟" أو "هل يمكن أن يحدث ذلك فعلاً؟" أو "هل هذا أنا حقًا؟" (رغم أنه يدرك عادة أن خوفه غير عقلاني، مما يزيد من معاناته) ويبذل جهدًا كبيرًا للهروب من الفكرة غير المرغوبة أو حلها. وينتهي به الأمر في دورة مفرغة من البحث الذهني المستمر عن الاطمئنان ومحاولة الحصول على إجابة نهائية.
الأفكار الوسواسية/التسلطية الشائعة تشمل مواضيع مثل:
- المسؤولية: مع اهتمام مفرط بشأن رفاهية شخص ما، يتميز بشكل خاص بالشعور بالذنب بسبب الاعتقاد بأنه قد أضر بشخص ما أو قد يؤذيه، سواء عن قصد أو عن غير قصد.[15]
- الجنس: بما في ذلك الشك المتكرر في التوجه الجنسي للفرد (ويُعرف أيضًا باضطراب الوسواس القهري المتعلق بالمثلية). عادةً ما يعرض الأشخاص المصابون بهذا النوع أعراضًا تختلف عن أعراض الأشخاص الذين يمرون بأزمة حقيقية في التوجه الجنسي. أحد الاختلافات الرئيسية أن الأشخاص الذين لديهم اضطراب الوسواس القهري المتعلق بالمثلية يبلغون عن انجذاب جنسي للجنس الآخر قبل ظهور اإاضطراب الوسواس القهري المتعلق بالمثلية لديهم، بينما الأشخاص المثليون، سواء كانوا يخفيون ذلك أو مكبوتين، كانوا دائمًا يشعرون بانجذاب لنفس الجنس.[16] ويتخذ السؤال "هل أنا مثلي؟" شكلًا مرضيًا.[17] كثير من الأشخاص الذين يعانون من هذا النوع من الوسواس يكونون في علاقات رومانسية صحية ومرضية، إما مع الجنس الآخر، أو مع نفس الجنس (وفي هذه الحالة يكون خوفهم "هل أنا مغاير؟").[12][18][19][20][21][22]
- البيدوفيليا: تشمل المواضيع الجنسية في اضطراب الوسواس القهري أيضًا الخوف من كون الشخص بيدوفيلًا. غالبًا ما يصاحب ذلك ضيق كبير وخوف من احتمال التصرف وفقًا لهذه الدوافع.[23]
- العنف: ويتضمن خوفًا مستمرًا من إيذاء النفس أو الأحبة.[18][24]
- العنصرية: أفكار أو دوافع متسلطة متعلقة بالعنصرية أو العرق.[25][26]
- التدين: تظهر على شكل أفكار أو دوافع متسلطة تدور حول موضوعات تجديفية أو تدنيسية.[24][27]
- الصحة: تشمل مخاوف مستمرة من الإصابة بمرض أو التقاطه (مختلفة عن المرض الوهمي) عبر وسائل تبدو مستحيلة (مثل لمس جسم لمسه شخص مريض) أو عدم الثقة في اختبار تشخيصي.[24][27]
- الوساوس المتعلقة بالعلاقات: حيث يحاول الشخص في علاقة عاطفية باستمرار التأكد من مبررات وجوده أو استمراره في العلاقة. تتضمن أفكارًا وسواسية مثل "كيف أعرف أن هذا حب حقيقي؟"، "كيف أعرف أنه/أنها الشخص المناسب؟"، "هل أنا منجذب بما فيه الكفاية لهذا الشخص؟"، "هل أنا أحب هذا الشخص أم هو مجرد شهوة؟"، "هل يحبني حقًا؟"، و/أو انشغال مفرط بالعيوب المتصورة للشريك الحميم.[28][29]

يؤدي العذاب في محاولة الوصول إلى اليقين إلى دورة مكثفة ولا نهائية من القلق لأنه من المستحيل الحصول على إجابة حاسمة. وقد يكون لدى الشريك أفكار مزعجة حول ما قد يفعله الطرف الآخر، خصوصًا في شكل الغش المحتمل والمألوف. ورغم أن هذه الأفكار لا يثيرها الفرد المصاب، بل هي تلقائية، إلا أن الشريك ينتقد نفسه لتفكيره بطريقة تجعل الآخر يبدو سيئًا. هناك شعور لا يمكن السيطرة عليه بالذنب المستمر، والخوف، والأفكار المزعجة حول ما سيحدث.
- الوجودية: تشمل التساؤل المستمر والوسواسي حول طبيعة الذات، والواقع، والكون، و/أو مواضيع فلسفية أخرى.[28]
- الوظائف الجسدية: التفكير في الوظائف الإنسانية الأساسية مثل التنفس، والرمش، والبلع.[30]

## التشخيص
لا يوجد تشخيص منفصل لهذا الاضطراب في الدليل التشخيصي والإحصائي للاضطرابات النفسية الإصدار الخامس. التشخيص الوحيد الموجود في الدليل هو اضطراب الوسواس القهري. ووفقًا للدليل، يمكن أن تكون السلوكيات القهرية ذهنية، لكنها دائمًا تكون أفعالًا متكررة مثل "الصلاة، العد، تكرار الكلمات بصمت". لا يحتوي الدليل على معلومات تربط البحث عن إجابة لسؤال معين باضطراب الوسواس القهري.

### البدائل
قد يظهر الأشخاص المصابون باضطراب الوسواس القهري المهيمن عليه الوساوس كأشخاص طبيعيين وذوي أداء عالٍ، لكنهم يقضون وقتًا كبيرًا في التفكير المفرط ومحاولة حل أو الإجابة عن أي من الأسئلة التي تسبب لهم الضيق. غالبًا ما يعاني هؤلاء الأشخاص من شعور كبير بالذنب والقلق. وقد تشمل تفكيرهم المحموم محاولة التفكير في شيء "بالطريقة الصحيحة" في محاولة لتخفيف هذا الضيق.
على سبيل المثال، قد تطرأ فكرة متسلطة مثل "ربما قتلت بيل بسكين الستيك هذا" يتبعها تفسير كارثي للفكرة، مثل "كيف يمكن أن تخطر لي هذه الفكرة؟ في أعماقي، لابد أنني مختل عقليًا".
قد يؤدي ذلك إلى تصفح الشخص المستمر للإنترنت، وقراءة العديد من المقالات التي تعرّف المختلين عقليًا. لن توفر طقوس البحث عن الاطمئنان هذه توضيحًا إضافيًا، وقد تزيد من حدة البحث عن الإجابة. هناك العديد من التحيزات المعرفية المرتبطة، منها دمج التفكير والفعل، المبالغة في أهمية الأفكار، والحاجة إلى السيطرة على الأفكار.

## العلاج
يبدو أن العلاج الأكثر فاعلية لاضطراب الوسواس القهري المهيمن عليه الوساوس هو العلاج السلوكي المعرفي، وبشكل أكثر تحديدًا التعرض ومنع الاستجابة، بالإضافة إلى العلاج المعرفي، وقد يُستخدم هذا العلاج منفردًا أو مدمجًا مع الأدوية مثل مثبطات امتصاص السيروتونين الانتقائية.
يعتبر بعض الباحثين أن الأشخاص الذين يعانون من اضطراب الوسواس القهري بدون سلوكيات قهرية واضحة يستجيبون أقل لعلاج التعرض ومنع الاستجابة مقارنةً بغيرهم، لذا قد يكون هذا العلاج أقل نجاحًا من العلاج المعرفي.
يقوم علاج التعرض ومنع الاستجابة للوسواس النقي نظريًا على مبادئ التكييف الكلاسيكي والانطفاء. عادةً ما تظهر الفكرة المتسلطة (الذروة) على شكل سؤال محوري أو سيناريو كارثي يتبعه رد فعل قهري من الخوف والقلق والتساؤل والتفكير المفرط (مثل: "ماذا لو أردت فعلاً إيذاء شخص ما؟ ماذا لو ارتكبت ذنبًا؟").
أما الاستجابة العلاجية (التي تساعد في كسر دورة الوسواس) فهي التي ترد على الفكرة المتسلطة بطريقة تترك غموضًا. مع هذه الاستجابة، يقبل المريض إمكانية النتيجة المخيفة ويكون مستعدًا لتحمل المخاطر، بدلاً من محاولة (مؤقتة ومتكررة) لطمأنة نفسه بأن الحدث المخيف لن يحدث.
على سبيل المثال، الفكرة المتسلطة قد تكون: "ربما قلت شيئًا مسيئًا لرئيسي أمس." والاستجابة الموصى بها هي: "ربما قلت. سأتحمل هذه الإمكانية وأخاطر بأن يطردني غدًا." رغم أن مقاومة الحاجة للطمأنة وأداء السلوكيات القهرية ستزيد القلق في البداية، فإن الامتناع عن أداء السلوكيات لفترة طويلة سيقلل في النهاية من القلق المرتبط بالأفكار المتسلطة، مما يجعلها أقل حدوثًا وأقل إزعاجًا عندما تظهر. ومن المهم التمييز بين الاستجابة العلاجية والاستجابة غير العلاجية (التفكير المفرط). الاستجابة العلاجية لا تهدف إلى الإجابة على السؤال بل إلى قبول عدم اليقين في المعضلة الغير محلولة.
تم استخدام العلاج بالقبول والالتزام كعلاج للوسواس النقي، وأظهرت دراسة في 2023 أن هذا العلاج كان فعالًا بشكل خاص في تقليل أعراض اضطراب الوسواس القهري المرتبطة بالأفكار المتسلطة. وتشير الأدلة إلى أن العلاج الميتا معرفي، علاج آخر لاضطراب الوسواس القهري، يقلل بفاعلية من أعراض الوسواس النقي.
كما قد يكون تقليل التوتر المعتمد على اليقظة الذهنية مفيدًا أيضًا في كسر دائرة التفكير المفرط وقطع دورة الوسواس.

## في المجتمع والثقافة
عانت الصحفية البريطانية بريوني غوردون من اضطراب الوسواس القهري المهيمن عليه الوساوس. وكتبت كتابًا بعنوان الفتاة المجنونة تناولت فيه تجاربها مع هذا الاضطراب.
يعاني المغنون جورج عزرا، كريستيان لي هاتسون، ولوك كومبس من اضطراب الوسواس القهري المهيمن عليه الوساوس. وقد صرّح هاتسون بأنه كتب أغنية "الوسواس القهري شيطاني" كتمرين علاجي.
تتناول سلسلة نقي التي عُرضت عام 2019 قصة البطلة مارني، البالغة من العمر 24 عامًا، وهي تكافح مع اضطراب الوسواس القهري المهيمن عليه الوساوس. ووفقًا لصحيفة ذا غارديان، فإن المصابين بالوسواس النقي قدّروا قدرة المسلسل على التعبير عن معاناتهم، لكنهم شعروا أن حالة مارني لم تُعالج بالجدية الكافية.
كما تعاني بطلة الرواية المصورة ناو براون للكاتب غلين ديلون، التي صدرت عام 2012، من اضطراب الوسواس القهري المهيمن عليه الوساوس.

## الملاحظات والمراجع
1. 1 2  Hyman & DeFrene (2008), p. 64
2. 1 2 3  Diagnostic and statistical manual of mental disorders (DSM-5). Arlington, Virginia: American Psychiatric Publishing. 2013. ص. 235. ISBN:978-0-89042-555-8.
3. 1 2 3 4  Toates, Frederick M.; Coschug-Toates, Olga (2002). Obsessive Compulsive Disorder: Practical, Tried-and-tested Strategies to Overcome OCD (بالإنجليزية). Bridgwater, Somerset, England: Class Publishing Ltd. ISBN:978-1-85959-069-0. Archived from the original on 2023-06-15.
4. ↑  Julien، Dominic؛ O'Connor، Kieron P.؛ Aardema، Frederick (يوليو 2009). "Intrusions related to obsessive–compulsive disorder: a question of content or context?". Journal of Clinical Psychology. Hoboken, New Jersey: وايلي-بلاكويل[الإنجليزية]. ج. 65 ع. 7: 709–722. DOI:10.1002/jclp.20578. ISSN:1097-4679. PMID:19388059.
5. 1 2 3  Clark، David A.؛ Guyitt، Brendan D. (2008). "Pure Obsessions: Conceptual Misnomer or Clinical Anomaly?". Obsessive-Compulsive Disorder: Subtypes and Spectrum Conditions. إلزيفير. ص. 53–75. ISBN:9780080447018.
6. ↑  Rachman, Stanley (Aug 1978). "Obsessional ruminations". Behaviour Research and Therapy (بالإنجليزية). 9 (3): 229–235. DOI:10.1016/0005-7967(71)90008-8. PMID:5095078. Archived from the original on 2025-06-09.
7. ↑  Lewis، Aubrey (1 نوفمبر 1966). "Obessional Disorder". في Scott، Ronald Bodley (المحرر). Price's Textbook of the Practice of Medicine. دار نشر جامعة أكسفورد. DOI:10.1111/j.1742-1241.1966.tb07092.x.
8. ↑  Stern, R.S.; Lipsedge, M.S.; Marks, I.M. (Nov 1973). "Obsessive ruminations : a controlled trial of thought-stopping technique". Behaviour Research and Therapy (بالإنجليزية). 11 (4): 659–662. DOI:10.1016/0005-7967(73)90126-5. PMID:4777659. Archived from the original on 2025-06-09.
9. ↑  Wolpe، Joseph (1958). Psychotherapy by Reciprocal Inhibition (ط. Orig. ed. 1958, [Reprinted]). Stanford, California: Stanford University Press. ISBN:9780804705097.
10. ↑  Wolpe، Joseph (1988). Life Without Fear: Anxiety and Its Cure. Oakland, California: New Harbinger Publications. ISBN:9780934986496.
11. ↑  Salkovskis, Paul M.; Westbrook, David (1989). "Behaviour therapy and obsessional ruminations: Can failure be turned into success?". Behaviour Research and Therapy (بالإنجليزية). 27 (2): 149–160. DOI:10.1016/0005-7967(89)90073-9. PMID:2930440. Archived from the original on 2025-06-09.
12. 1 2 3  Hyman، Bruce M.؛ Pedrick، Cherry (2010). The OCD Workbook: Your Guide to Breaking Free from Obsessive-Compulsive Disorder. Oakland, California: New Harbinger Publications. ص. 16–23. ISBN:978-1572249219.
13. ↑  Obsessive–compulsive disorder By Frederick M. Toates, Olga Coschug-Toates, 2nd Edition 2000, Pages 94-96 نسخة محفوظة 2023-06-14 على موقع واي باك مشين.
14. ↑  The American Psychiatric Publishing textbook of psychiatry, By Robert E. Hales, Stuart C. Yudofsky, Glen O. Gabbard, American Psychiatric Publishing, includes Purely Obsessional OCD in its definition of O.C.D.
15. ↑  "OCD ONLINE - Guilt Beyond a Reasonable Doubt". www.ocdonline.com. مؤرشف من الأصل في 2005-03-22.
16. ↑  Winston، Sally M.؛ Seif، Martin N. (1 مارس 2017). Overcoming Unwanted Intrusive Thoughts: A CBT-Based Guide to Getting Over Frightening, Obsessive, or Disturbing Thoughts. New Harbinger Publications. ISBN:978-1-62625-436-7. مؤرشف من الأصل في 2023-06-15.
17. ↑  "NeuroticPlanet: OCD and Homosexuality Obsessions (HOCD)". مؤرشف من الأصل في 2016-01-31. اطلع عليه بتاريخ 2011-11-11.
18. 1 2  Obsessive-compulsive related disorders By Eric Hollander, pages 140-146
19. ↑  Homosexuality Anxiety: A Misunderstood Form of OCD http://www.brainphysics.com/research/HOCD_Williams2008.pdf نسخة محفوظة 2015-09-23 على موقع واي باك مشين.
20. ↑  Bhatia، Manjeet S.؛ Kaur، Jaswinder (يناير 2015). "Homosexual Obsessive Compulsive Disorder (HOCD): A Rare Case Report". Journal of Clinical and Diagnostic Research. ج. 9 ع. 1: VD01–VD02. DOI:10.7860/JCDR/2015/10773.5377. ISSN:2249-782X. PMC:4347158. PMID:25738067.
21. ↑  Sebeki، Lennard V. (2008). Leading-Edge Health Education Issues. Nova Publishers. ISBN:978-1-60021-874-3. مؤرشف من الأصل في 2023-06-14.
22. ↑  Williams، Monnica T.؛ Farris، Samantha G. (15 مايو 2011). "Sexual orientation obsessions in obsessive–compulsive disorder: Prevalence and correlates". Psychiatry Research. ج. 187 ع. 1: 156–159. DOI:10.1016/j.psychres.2010.10.019. ISSN:0165-1781. PMC:3070770. PMID:21094531.
23. ↑  Bruce SL، Ching TH، Williams MT (فبراير 2018). "Pedophilia-Themed Obsessive–Compulsive Disorder: Assessment, Differential Diagnosis, and Treatment with Exposure and Response Prevention". Arch Sex Behav. ج. 47 ع. 2: 389–402. DOI:10.1007/s10508-017-1031-4. PMID:28822003. S2CID:207092958.
24. 1 2 3  Akhtar, S., Wig, NA, Verma, VK, Pershad, D., & Verma, SK A phenomenological analysis of symptoms in obsessive-compulsive neurosis. 1975
25. ↑  "Racism and Racist Themed OCD". New England OCD Institute. مؤرشف من الأصل في 2025-03-12. اطلع عليه بتاريخ 2023-09-24.
26. ↑  "What Is Race OCD? Overview, Symptoms and Treatment Options". NOCD. 15 مايو 2021. مؤرشف من الأصل في 2025-05-23. اطلع عليه بتاريخ 2023-09-24.
27. 1 2  Use of factor analysis to detect potential phenotypes in obsessive–compulsive disorder, Psychiatry Research, Volume 128, Issue 3, Pages 273-280 D.Denys, F.de Geus, H.van Megen, H.Westenberg
28. 1 2  Doron، Guy؛ Derby, D.؛ Szepsenwol, O.؛ Talmor, D. (2012). "Flaws and All: Exploring Partner-Focused Obsessive-Compulsive Symptoms". Journal of Obsessive-Compulsive and Related Disorders. ج. 1 ع. 4: 234–243. DOI:10.1016/j.jocrd.2012.05.004.
29. ↑  Doron، Guy؛ Derby, D.؛ Szepsenwol, O.؛ Talmor, D. (2012). "Tainted Love: exploring relationship-centered obsessive compulsive symptoms in two non-clinical cohorts". Journal of Obsessive-Compulsive and Related Disorders. ج. 1 ع. 1: 16–24. DOI:10.1016/j.jocrd.2011.11.002.
30. ↑  "What to Know: Pure Obsessional OCD Symptoms & Care". The Gateway Institute (بالإنجليزية الأمريكية). Archived from the original on 2025-06-03. Retrieved 2025-03-06.
31. ↑  Diagnostic and statistical manual of mental disorders (DSM-5). Arlington: American Psychiatric Publishing. 2013. ص. 237. ISBN:978-0-89042-555-8.
32. ↑  Diagnostic and statistical manual of mental disorders (DSM-5). Arlington: American Psychiatric Publishing. 2013. ص. 235–264. ISBN:978-0-89042-555-8.
33. 1 2  The Treatment of Obsessions by Stanley Rachman. Oxford University Press, New York, N.Y., 2003 Reviewed by Dean McKay, Ph.D., A.B.P.P. Fordham University, Bronx, New York نسخة محفوظة 2023-06-14 على موقع واي باك مشين.
34. 1 2  Concepts and Controversies in Obsessive–Compulsive Disorder Source: Springer Science, Business Media Author(s): Abramowitz, Jonathan S.; Houts, Arthur C.
35. ↑  G.S. Steketee, R.O. Frost, J. Rhéaume and S. Wilhelm, Cognitive theory and treatment of obsessive–compulsive disorder. In: MA Jenike, L Baer and WE Minichiello (Eds.), Obsessive–Compulsive Disorder: Theory and Management. (3rd ed., pp 368-399) Chicago: Mosby.
36. ↑  "OCD ONLINE - What is Cognitive-Behavioral Therapy for O.C.D.?". www.ocdonline.com. مؤرشف من الأصل في 2005-03-22.
37. ↑  Purdon, C.A. & Clark, D.A. (2005). Overcoming Obsessive Thoughts: How to gain control of your OCD. Oakland, CA: New Harbinger.
38. ↑  Obsessive Compulsive Disorder Research, By B. E. Ling, 2005. Nova Science Pub Inc. Page 128
39. ↑  Soondrum, Tamini; Wang, Xiang; Gao, Feng; Liu, Qian; Fan, Jie; Zhu, Xiongzhao (17 May 2022). "The Applicability of Acceptance and Commitment Therapy for Obsessive-Compulsive Disorder: A Systematic Review and Meta-Analysis". Brain Sciences (بالإنجليزية). 12 (5): 656. DOI:10.3390/brainsci12050656. ISSN:2076-3425. PMC:9139700. PMID:35625042.
40. ↑  Smith, Brooke M.; Bluett, Ellen J.; Lee, Eric B.; Twohig, Michael P. (2017), "Acceptance and Commitment Therapy for OCD", The Wiley Handbook of Obsessive Compulsive Disorders (بالإنجليزية), John Wiley & Sons, Ltd, pp. 596–613, DOI:10.1002/9781118890233.ch33, ISBN:978-1-118-89023-3, Retrieved 2025-04-21
41. ↑  Lee, Sang Won; Choi, Mina; Lee, Seung Jae (25 Oct 2023). "Is Acceptance and Commitment Therapy Effective for Any Obsessive-Compulsive Symptom Dimensions?". Psychiatry Investigation (بالإنجليزية). 20 (10): 991–996. DOI:10.30773/pi.2023.0109. ISSN:1738-3684. PMC:10620332. PMID:37899223.
42. ↑  Andouz، Zahra؛ Dolatshahi، Behrouz؛ Moshtagh، Nahaleh؛ Dadkhah، Asghar (2012). "The efficacy of metacognitive therapy on patients suffering from pure obsession". Iranian Journal of Psychiatry. ج. 7 ع. 1: 11–21. ISSN:2008-2215. PMC:3395965. PMID:23056112.
43. ↑  Gordon, Bryony (16 Jan 2017). "Bryony Gordon: How I walked my way back to sanity". Irish Independent (بالإنجليزية). Archived from the original on 2025-06-09. Retrieved 2025-02-20.
44. ↑  Savage, Mark (31 Aug 2020). "George Ezra opens up about OCD struggle". بي بي سي (بالإنجليزية البريطانية). Archived from the original on 2025-03-07. Retrieved 2025-02-20.
45. ↑  Dinges, Gary (13 Jan 2021). "'I still have my moments': Luke Combs opens up about anxiety struggles in Dan Rather special". USA TODAY (بالإنجليزية الأمريكية). Archived from the original on 2025-06-11. Retrieved 2025-02-20.
46. ↑  Lesuer, Mike. "Christian Lee Hutson Walks Us Through His Reflective New LP "Quitters" Track by Track". FLOOD (بالإنجليزية). Archived from the original on 2025-02-09. Retrieved 2025-02-20.
47. ↑  McGurk، Stuart (29 يناير 2019). "Channel 4's OCD sex terror Pure is too pure for its own good". British GQ. مؤرشف من الأصل في 2025-01-31.
48. ↑  Brethour, Dylan (20 Feb 2019). "'Not rock-bottom distressing enough': Pure reviewed by people with OCD". The Guardian (بالإنجليزية البريطانية). ISSN:0261-3077. Retrieved 2025-02-20.
49. ↑  Mautner, Chris (24 Oct 2012). "The Now of Glyn: An Interview with Glyn Dillon". The Comics Journal (بالإنجليزية الأمريكية). Archived from the original on 2025-07-02. Retrieved 2025-04-21.

## فهرس
- شيطان العقل: استكشاف الوباء الصامت للأفكار السيئة الوسواسية بقلم لي باير، دكتوراه
- علاج الهواجس (الطب) بقلم ستانلي راخمان . مطبعة جامعة أكسفورد، 2003.
- قفل الدماغ: حرر نفسك من السلوك القهري: طريقة علاج ذاتي من أربع خطوات لتغيير كيمياء دماغك بقلم جيفري شوارتز وبيفرلي بييت. نيويورك: ريغان بوكس، 1997.(ردمك 0-06-098711-1)رقم ISBN 0-06-098711-1 .
- كتاب تدريبات الوسواس القهري من تأليف بروس هيمان وتشيري بيدريك.
- التغلب على الأفكار الوسواسية كيفية السيطرة على اضطراب الوسواس القهري لديك بقلم الدكتور ديفيد أ. كلارك والدكتورة كريستين بيردون
- الفتاة المجنونة بقلم بريوني جوردون . لندن: هيدلاين، 2016.(ردمك 1472232089)رقم ISBN 1472232089 .

## روابط خارجية
- مؤسسة الوسواس القهري الدولية
- وحدة أبحاث ROCD